# Timber Lake
Timber Lake (in lakota: blečháŋ; "lago di albero") è un comune (city) degli Stati Uniti d'America e capoluogo della contea di Dewey nello Stato del Dakota del Sud. La popolazione era di 443 abitanti al censimento del 2010.

## Geografia fisica
Timber Lake è situata a 45°25′43″N 101°04′29″W (45.428682, -101.074606).
Secondo lo United States Census Bureau, la città ha una superficie totale di 1,05 km², dei quali 1,05 km² di territorio e 0 km² di acque interne (0% del totale).
A Timber Lake è stato assegnato lo ZIP code 57656 e lo FIPS place code 63629.

## Storia
Timber Lake venne fondata nel 1910 con l'arrivo della Chicago, Milwaukee, St. Paul and Pacific Railroad nell'area. Nonostante il nome, pochi alberi crescono intorno al lago nei pressi del sito della città.

## Società

### Evoluzione demografica
Secondo il censimento del 2010, la popolazione era di 443 abitanti.

### Etnie e minoranze straniere
Secondo il censimento del 2010, la composizione etnica della città era formata dal 51,47% di bianchi, lo 0% di afroamericani, il 43,12% di nativi americani, lo 0% di asiatici, lo 0% di oceanici, lo 0% di altre razze, e il 5,42% di due o più etnie. Ispanici o latinos di qualunque razza erano lo 0,45% della popolazione.